# Bo Berndtsson
Bo Berndtsson (24 de dezembro de 1950) é um matemático sueco, que trabalha com a teoria de múltiplas variáveis complexas e geometria complexa. É professor da Universidade Técnica Chalmers em Gotemburgo.

## Vida e obra
Berndtsson estudou matemática na Universidade de Gotemburgo, onde graduou-se em 1971, com um doutorado em 1977, orientado por Tord Ganelius, com a tese Zeros of analytic functions of several variables and related questions. Em 1996 foi professor da Universidade Técnica Chalmers.
Em 2003 foi eleito membro da Academia Real das Ciências da Suécia. Recebeu o Prêmio Stefan Bergman de 2017.
Para 2018 está convidado como palestrante do Congresso Internacional de Matemáticos no Rio de Janeiro.

## Obras
- {\displaystyle L^{2}} for the {\displaystyle {\overline {\partial }}} equation, CTH 1995
- An introduction to things  {\displaystyle {\overline {\partial }}}, IAS/Park City Lectures, American Mathematical Society 2010
- Curvature of vector bundles associated to holomorphic fibrations, Annals of Mathematics, Volume 169, 2009, p. 531--560.
- Positivity of direct image bundles and convexity on the space of Kähler metrics,  J. Differential Geom., Volume 81, 2009, p. 457--482.